# Championnat d'Uruguay de football 1995
Navigation
Saison précédente Saison suivante
La saison 1995 du Championnat d'Uruguay de football est la quatre-vingt-treizième édition du championnat de première division en Uruguay. Les treize meilleurs clubs du pays sont regroupés au sein d'une poule unique, la Primera División, où ils s'affrontent lors de deux tournois saisonniers. Les vainqueurs de chaque tournoi s’affrontent en finale nationale pour le titre. 
C'est le Club Atlético Peñarol, double tenant du titre,  qui est à nouveau sacré champion d'Uruguay cette saison après avoir remporté le tournoi Ouverture puis battu en finale le Club Nacional de Football, vainqueur du tournoi Clôture. C'est le 41e titre de champion d'Uruguay de l’histoire du club.

## Qualifications continentales
C'est par le biais de la Liguilla que l'on connaît les deux équipes qualifiées pour la Copa Libertadores 1996 et les deux représentants uruguayens en Copa CONMEBOL 1996.

## Les clubs participants
| - CA Peñarol - Defensor Sporting Club - Club Nacional de Football - Institución Atlética Sud América - Promu de D2 - Club Atlético Progreso - Club Atlético Basáñez | - CA River Plate - Danubio FC - CA Cerro - Liverpool Fútbol Club - Rampla Juniors Fútbol Club - Montevideo Wanderers - Central Español Fútbol Club |

## Compétition

### Classement
Le barème utilisé pour établir le classement change à partir de cette saison et est le suivant :
- Victoire : 3 points
- Match nul : 1 point
- Défaite : 0 point

| Rang | Équipe                            | Pts | J  | G | N | P | Bp | Bc | Diff |
| ---- | --------------------------------- | --- | -- | - | - | - | -- | -- | ---- |
| 1    | Club Atlético PeñarolT -2         | 25  | 12 | 8 | 3 | 1 | 29 | 9  | +20  |
| 2    | Liverpool Fútbol Club             | 25  | 12 | 8 | 1 | 3 | 23 | 9  | +14  |
| 3    | Club Nacional de Football -2      | 24  | 12 | 8 | 2 | 2 | 24 | 16 | +8   |
| 4    | Defensor Sporting Club            | 21  | 12 | 6 | 3 | 3 | 18 | 15 | +3   |
| 5    | Central Español Fútbol Club       | 19  | 12 | 5 | 4 | 3 | 18 | 15 | +3   |
| 6    | Montevideo Wanderers              | 18  | 12 | 5 | 3 | 4 | 13 | 12 | +1   |
| 7    | Club Atlético Cerro               | 16  | 12 | 4 | 4 | 4 | 19 | 14 | +5   |
| 8    | Institución Atlética Sud AméricaP | 15  | 12 | 3 | 6 | 3 | 11 | 10 | +1   |
| 9    | CA River Plate                    | 14  | 12 | 3 | 5 | 4 | 13 | 10 | +3   |
| 10   | Danubio Fútbol Club               | 10  | 12 | 2 | 4 | 6 | 9  | 24 | -15  |
| 11   | Club Atlético Progreso            | 8   | 12 | 1 | 5 | 6 | 10 | 17 | -7   |
| 12   | Rampla Juniors Fútbol Club        | 6   | 12 | 1 | 3 | 8 | 11 | 32 | -21  |
| 13   | Club Atlético Basáñez             | 5   | 12 | 0 | 5 | 7 | 9  | 24 | -15  |

|  | Club Atlético Peñarol | 2 - 0 | Liverpool Fútbol Club |  |  |
|  |                       |       |                       |  |  |

| Rang | Équipe                            | Pts | J  | G | N | P | Bp | Bc | Diff |
| ---- | --------------------------------- | --- | -- | - | - | - | -- | -- | ---- |
| 1    | Club Nacional de Football         | 27  | 12 | 8 | 3 | 1 | 29 | 13 | +16  |
| 2    | Club Atlético PeñarolT            | 27  | 12 | 8 | 3 | 1 | 20 | 9  | +11  |
| 3    | Rampla Juniors Fútbol Club        | 21  | 12 | 6 | 3 | 3 | 15 | 18 | -3   |
| 4    | CA River Plate                    | 18  | 12 | 4 | 6 | 2 | 15 | 8  | +7   |
| 5    | Danubio Fútbol Club               | 17  | 12 | 3 | 8 | 1 | 16 | 13 | +3   |
| 6    | Defensor Sporting Club            | 14  | 12 | 3 | 5 | 4 | 10 | 11 | -1   |
| 7    | Liverpool Fútbol Club             | 14  | 12 | 2 | 8 | 2 | 11 | 11 | 0    |
| 8    | Club Atlético Basáñez             | 13  | 12 | 3 | 4 | 5 | 16 | 20 | -4   |
| 9    | Montevideo Wanderers              | 13  | 12 | 4 | 1 | 7 | 11 | 20 | -9   |
| 10   | Club Atlético Progreso            | 10  | 12 | 2 | 4 | 6 | 13 | 18 | -5   |
| 11   | Club Atlético Cerro               | 10  | 12 | 2 | 4 | 6 | 14 | 20 | -6   |
| 12   | Central Español Fútbol Club       | 10  | 12 | 1 | 7 | 4 | 13 | 16 | -3   |
| 13   | Institución Atlética Sud AméricaP | 9   | 12 | 1 | 6 | 5 | 8  | 14 | -6   |

|  | Nacional        | 2 - 2 | Club Atlético Peñarol |  |  |
|  |                 |       |                       |  |  |
|  | Tirs au but 5-3 |       |                       |  |  |

### Classement cumulé
| Rang | Équipe                            | Pts | J  | G  | N  | P  | Bp | Bc | Diff |
| ---- | --------------------------------- | --- | -- | -- | -- | -- | -- | -- | ---- |
| 1    | Club Atlético PeñarolT Ouv        | 54  | 24 | 16 | 6  | 2  | 49 | 18 | +31  |
| 2    | Club Nacional de FootballClo      | 53  | 24 | 16 | 5  | 3  | 53 | 29 | +24  |
| 3    | Liverpool Fútbol Club             | 39  | 24 | 10 | 9  | 5  | 34 | 20 | +14  |
| 4    | Defensor Sporting Club            | 35  | 24 | 9  | 8  | 7  | 28 | 26 | +2   |
| 5    | CA River Plate                    | 32  | 24 | 7  | 11 | 6  | 28 | 18 | +10  |
| 6    | Montevideo Wanderers              | 31  | 24 | 9  | 4  | 11 | 24 | 32 | -8   |
| 7    | Central Español Fútbol Club       | 29  | 24 | 6  | 11 | 7  | 31 | 31 | 0    |
| 8    | Danubio Fútbol Club               | 27  | 24 | 5  | 12 | 7  | 25 | 37 | -12  |
| 9    | Rampla Juniors Fútbol Club        | 27  | 24 | 7  | 6  | 11 | 26 | 50 | -24  |
| 10   | Club Atlético Cerro               | 26  | 24 | 6  | 8  | 10 | 33 | 34 | -1   |
| 11   | Institución Atlética Sud AméricaP | 24  | 24 | 4  | 12 | 8  | 19 | 24 | -5   |
| 12   | Club Atlético Progreso            | 18  | 24 | 3  | 9  | 12 | 23 | 35 | -12  |
| 13   | Club Atlético Basáñez             | 18  | 24 | 3  | 9  | 12 | 25 | 44 | -19  |

|  | Qualification pour la Liguilla pré-Libertadores                                                             |
|  | Relégation directe en deuxième division                                                                     |
|  | T : Tenant du titre Ouv : Vainqueur du Tournoi Ouverture Clo : Vainqueur du Tournoi Clôture P : Promu de D2 |

### Finale pour le titre
| Équipe 1              | Résultat | Équipe 2                  | Aller | Retour | Appui |
| --------------------- | -------- | ------------------------- | ----- | ------ | ----- |
| Club Atlético Peñarol | 5 - 3    | Club Nacional de Football | 1 - 0 | 1 - 2  | 3 - 1 |

### Liguilla pré-Libertadores
Les six premiers du classement et les deux finalistes du championnat de l’Intérieur disputent la Liguilla pour déterminer les qualifiés pour la Copa Libertadores et la Copa CONMEBOL. Si le champion ne termine pas parmi les deux premiers, il obtient le droit d'affronter le second de la Liguilla pour connaître la deuxième formation qualifiée en Copa Libertadores.
| Rang | Équipe                    | Pts | J | G | N | P | Bp | Bc | Diff |
| ---- | ------------------------- | --- | - | - | - | - | -- | -- | ---- |
| 1    | Liverpool Fútbol Club     | 16  | 7 | 5 | 1 | 1 | 17 | 10 | +7   |
| 2    | Defensor Sporting Club    | 16  | 7 | 5 | 1 | 1 | 16 | 10 | +6   |
| 3    | Club Atlético PeñarolT    | 13  | 7 | 4 | 1 | 2 | 10 | 7  | +3   |
| 4    | Club Nacional de Football | 8   | 7 | 2 | 2 | 3 | 16 | 9  | +7   |
| 5    | CA River Plate            | 8   | 7 | 2 | 2 | 3 | 9  | 9  | 0    |
| 6    | CR Porongos de Flores     | 7   | 7 | 1 | 4 | 2 | 7  | 12 | -5   |
| 7    | Montevideo Wanderers      | 5   | 7 | 1 | 2 | 4 | 8  | 13 | -5   |
| 8    | Frontera Rivera Chico     | 4   | 7 | 1 | 1 | 5 | 9  | 22 | -13  |

Barrage pour la première place :
|  | Defensor Sporting Club | 1 - 0 | Liverpool Fútbol Club |  |  |
|  |                        |       |                       |  |  |

Barrage pour la deuxième place en Copa Libertadores :
|  | Club Atlético Peñarol | 2 - 1 | Liverpool Fútbol Club |  |  |
|  |                       |       |                       |  |  |

## Bilan de la saison
| Championnat d'Uruguay de football 1995 |                                   |
| Champion                               | Club Atlético Peñarol (41e titre) |
| Qualifications continentales           |                                   |
| Copa Libertadores 1996                 | Club Atlético Peñarol             |
| Copa Libertadores 1996                 | Defensor Sporting Club            |
| Copa CONMEBOL 1996                     | CA River Plate                    |
| Copa CONMEBOL 1996                     | CR Porongos de Flores             |
| Promotions et relégations              |                                   |
| Promus en Primera División             | Huracán Buceo                     |
| Relégués en Primera B                  | Club Atlético Progreso            |
| Relégués en Primera B                  | Club Atlético Basáñez             |